# Gustav von Hansemann
Gustav von Hansemann, född 1829, död 1902, var en tysk industriman. Han var son till David Hansemann och far till David Paul von Hansemann.
Hansemann, som adlades året före sin död, gjorde sig känd som författare i fysikaliska och ekonomiska ämnen.